# Middlesex (New Jersey)
Middlesex – miejscowość  w hrabstwie Middlesex w stanie New Jersey w USA. Według danych z 2010 roku Middlesex zamieszkiwało ponad 13,5 tys. osób.